# Polygyra yucatanea
Polygyra yucatanea is een slakkensoort uit de familie van de Polygyridae. De wetenschappelijke naam van de soort werd voor het eerst geldig gepubliceerd in 1849 door Morelet.